# Calvero de la Higuera
Le Calvero de la Higuera, ou sites préhistoriques de Pinilla del Valle, est un ensemble de gisements paléontologiques et archéologiques datés du Pléistocène supérieur et situés dans la vallée de la rivière Lozoya, dans la commune de Pinilla del Valle, dans la communauté de Madrid (Espagne). Ils ont livré des restes fossiles d'Homme de Néandertal, une industrie lithique moustérienne et de la faune contemporaine : hyènes, lions, ours, rhinocéros, chevaux, daims, etc. Les cinq sites principaux se dénomment Cueva del Camino, Abrigo de Navalmaíllo, Cueva de la Buena Pinta, Abrigo Ocelado et Cueva descubierta.
Les fossiles et outils lithiques se trouvent dans les dépôts sédimentaires d'un système karstique comprenant de nombreuses cavités et abris d'âges et d'évolutions indépendants. Certains ont été utilisés comme refuges ou campements par les Néandertaliens, avec différents niveaux d'occupation, dont l'un contient le plus grand campement néandertalien de toute l'Europe. D'autres, la majorité, furent utilisés comme tanières par des hyènes qui ont produit d'abondantes accumulations de restes animaux. Enfin, quelques-unes ont été occupées alternativement par des humains et des carnivores.
Ils ont été déclarés Biens d'intérêt culturel le 23 décembre 2004 sous la dénomination "Zone archéologique et paléontologique Los Calveros". Ils sont également proposés comme "Lieu d'intérêt géologique espagnol d'importance internationale" (Geosite) par l'Institut géologique et minier d'Espagne, sous l'appellation VP-004 : Calvero de la Higuera, Valle del Lozoya, dans le contexte géologique gisements de vertébrés du Pliocène-Pléistocène espagnol.

## Histoire
Les premiers restes fossiles ont été découverts en 1979. Des fouilles ont été réalisées entre 1979 et 1989 par une équipe de paléontologues de la faculté de sciences géologiques de l'université complutense de Madrid, dirigée par le professeur Francisco Alférez,. De ces travaux ont résulté de nombreuses publications scientifiques et communications à des congrès internationaux,,,,,,,.
Depuis 2002 ont été entreprises de nouvelles fouilles dirigées par le paléoanthropologue Juan Luis Arsuaga (Musée de l'Évolution humaine, à Burgos), l'archéologue Enrique Baquedano (Musée archéologique régional de la Communauté de Madrid) et le géologue Alfredo Pérez-González (Centre national de recherche sur l'évolution humaine, CENIEH, à Burgos), au cours desquelles ont été découverts de nouveaux gisements et du matériel ayant permis de préciser la datation déjà connue.
En septembre 2015 a été inauguré le parc archéologique Vallée des Néandertaliens, avec des panneaux explicatifs in situ et des visites guidées, ouvrant ainsi les sites au public non spécialisé.

## Cueva del Camino
La grotte du Chemin fut une tanière de hyènes utilisée durant la dernière période interglaciaire, l'Éémien (ou Riss-Würm), une période chaude comprise entre 130 000 et 115 000 ans avant le présent. Il s'agit du premier site à avoir été découvert dans la zone, connu initialement comme le site archéologique de Pinilla del Valle,. Les premières fouilles ont fourni d'abondants restes de faune et deux dents humaines, attribuées à des Néandertaliens.

### Géologie

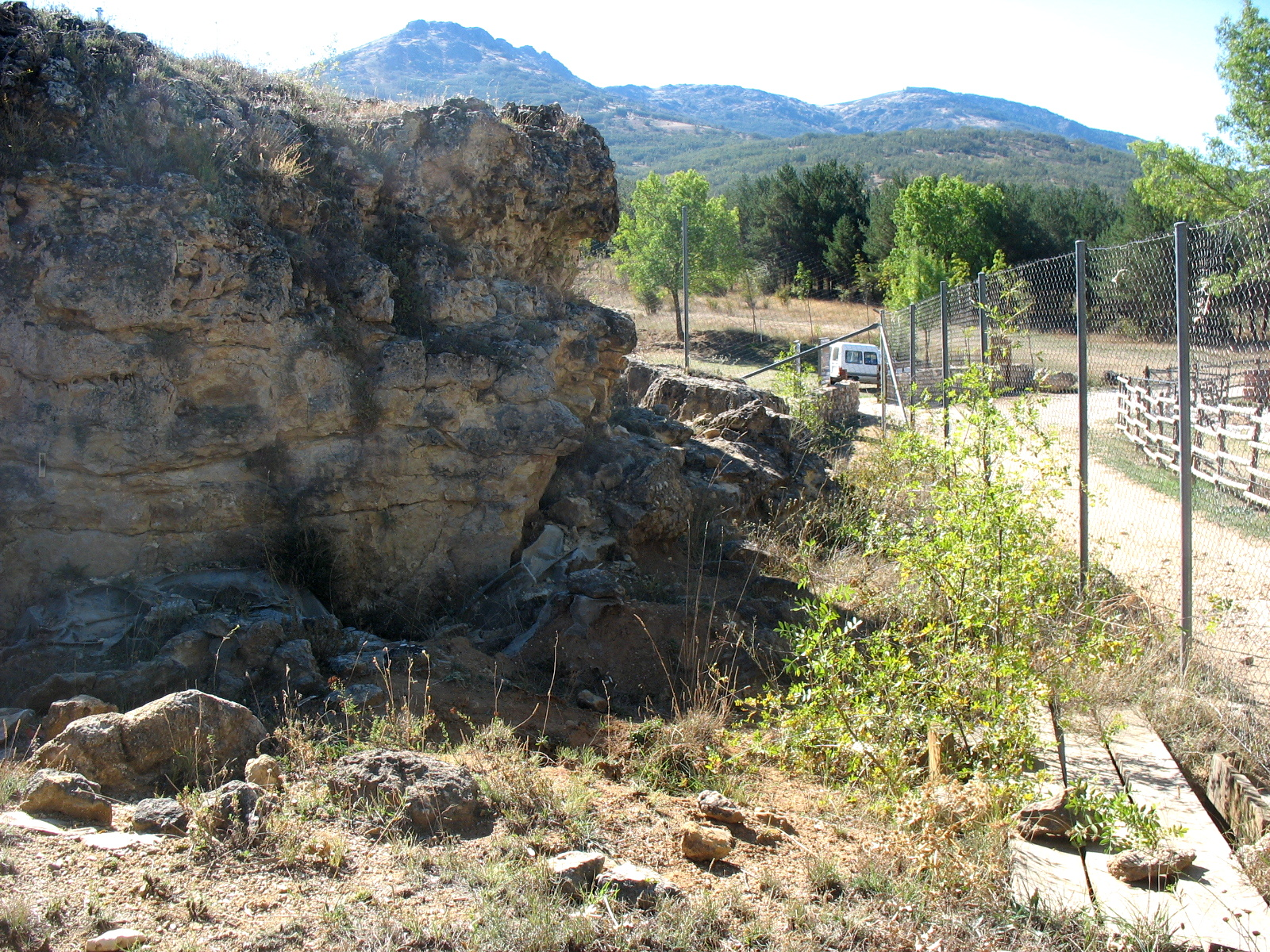
Cueva del Camino

La Cueva del Camino est une cavité karstique formée par dissolution de calcaires du Crétacé supérieur. Elle affleure actuellement à la surface, son toit s'étant effondré.

#### Stratigraphie
Dans le secteur Nord du dépôt de la grotte se sont agglomérés plusieurs niveaux stratigraphiques, numérotés de 3 à 9. Les deux premiers sont des dépôts fluviaux avec des sables, des graviers et des argiles associés au ruisseau situé à proximité. Le niveau 5, le fossilifère, est constitué en plus des restes osseux de sables, de limons et d'argiles avec des cailloux de calcaire arrondis.
Le secteur central de la grotte présente des restes osseux et des cailloux de plus grande taille, sans preuve de transport par l'eau et probablement accumulés par gravité depuis des zones plus élevées ou une entrée verticale à la grotte.
Deux autres secteurs, Diaclasa Roja et le secteur Sud, ont aussi fourni des restes fossiles, mais moins abondants que les précédents.

#### Géochronologie
Une datation par thermoluminescence de 90 961 ± 7 881 ans a été obtenue dans le niveau 5 du secteur Nord.

### Paléontologie

#### Taxons
L'étude systématique des fossiles a permis d'établir la liste suivante :
Végétation
35 taxons végétaux ont été identifiés, en particulier :
- Arbres : Pinus (élément majoritaire), Quercus, Corylus, Oleaceae, Betula, Alnus, Salix et Ulmus.
- Arbustes : Ericaceae, Juniperus, Rosaceae et Cistaceae.
- Herbacées : Asteraceae, Chenopodiaceae, Plantago, Rumex, Urtica et Apiaceae.

Faune

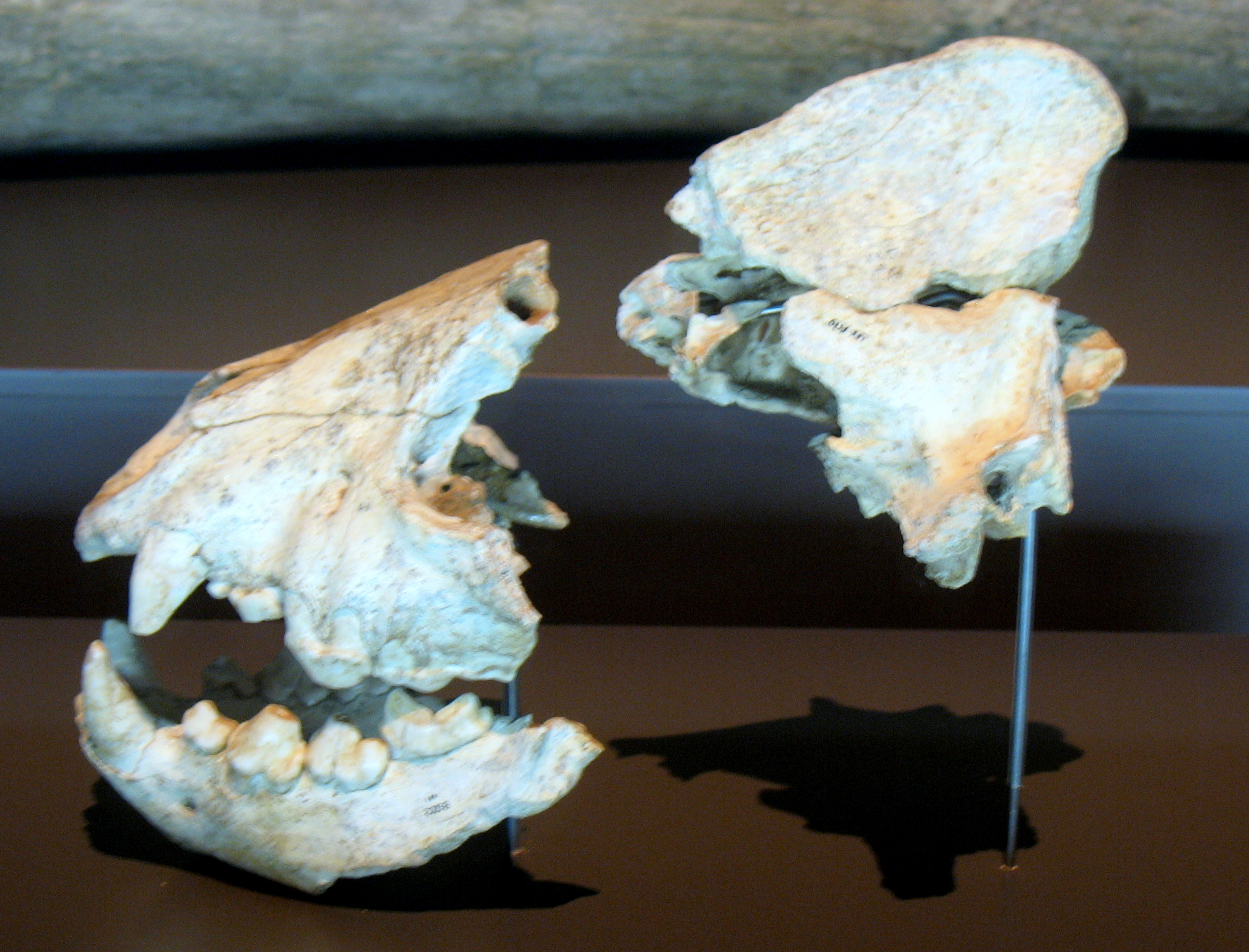
Crane de hyène tachetée (Crocuta crocuta), Cueva del Camino (Musée Archéologique Régional de la Communauté de Madrid)

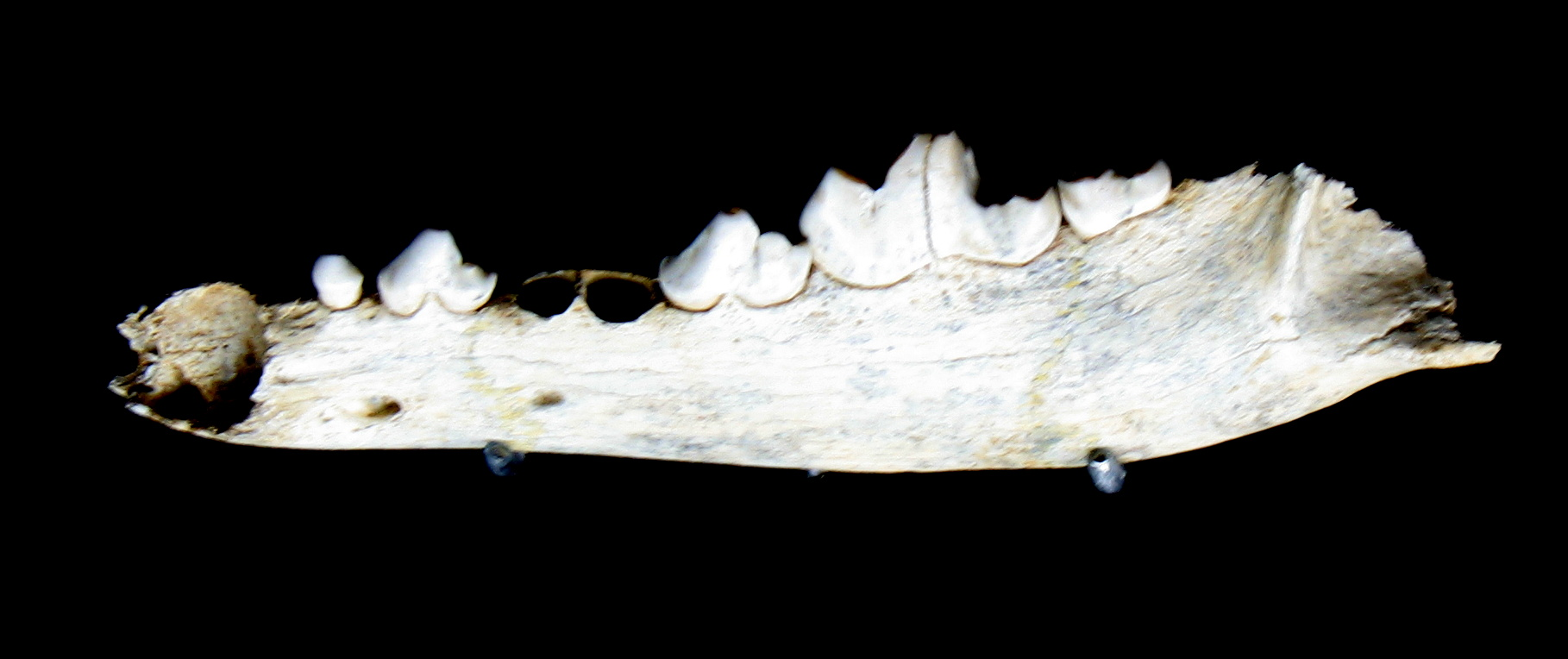
Hemi-mandibule de loup (Canis lupus), Grotte du Chemin

- Amphibiens : Alytes obstetricans, Pelobates cultripes, Bufo bufo, Bufo calamita, Hyla meridionalis, Rana iberica et Pelophylax perezi.
- Poissons : Salmo[5].
- Tortues : Testudo hermanni
- Lézards et serpents : Timon lepidus, Lacertidae, Anguis fragilis, Natrix maura, Natrix natrix, Coronella austriaca, Coronella girondica, Malpolon monspessulanus, Zamenis scalaris, Vipera latastei.
- Oiseaux : Anas, Passeriformes[5]
- Erinaceomorphes et soricomorphes : Erinaceus europaeus, Erinaceus, Crocidura russula, Sorex araneus, Sorex minutus, Galemys pyrenaicus, Neomys fodiens, Neomys anomalus, Talpa europaea, Talpa occidentalis.
- Chauves-souris : Rhinolophus ferrumequinum, Rhinolophus hipposideros, Myotis myotis, Myotis oxygnathus, Myotis nattereri, Plecotus auritus, Plecotus austriacus.
- Rongeurs et lagomorphes : Porcs-épics : Hystrix  brachyura ; Hamsters : Allocricetus bursae ; Écureuils : Sciurus vulgaris ; Campagnols : Arvicola sapidus, Arvicola terrestris, Chionomys nivalis, Microtus agrestis, Microtus arvalis, Microtus cabrerae, Microtus duodecimcostatus, Microtus malei, Microtus vaufreyi, Myodes glareolus, Pliomys coronensis ; Souris : Apodemus sylvaticus ; Loirs : Eliomys quercinus ; Castors : Castor fiber ; Lièvres et lapins Lepus, Oryctolagus cuniculus.
- Artiodactyles : Sus scrofa, Cervus elaphus, Capreolus capreolus, Dama dama (l'herbivore le plus important), Rupicapra pyrenaica, Bos primigenius.
- Périssodactyles : Equus caballus, Stephanorhinus hemitoechus.
- Carnivores : Mustela nivalis, Mustela putorius, Crocuta crocuta, Ursus arctos, Panthera leo, Felis silvestris, Lynx pardinus, Vulpes vulpes, Canis lupus.
- Primates : Homo neanderthalensis

#### Paléoécologie
La séquence pollinique montre un registre de conditions variables durant le temps de remplissage de la grotte. Huit phases alternent entre des conditions méditerranéennes, tempérées et sèches, tempérées et humides ou sèches et froides. Les moments d'augmentation de la végétation nitrophile coïncident avec la plus grande diversité de mammifères.
Les mammifères attestent d'une grande pluralité d'environnements. Ainsi le lapin, la plupart des campagnols, le cheval, le rhinocéros, la hyène et le lion indiquent des espaces ouverts. D'autres, comme l'écureuil, le campagnol rouge, le daim commun, le sanglier, le chevreuil, l'auroch, le putois, le loup et le renard sont des indices de zones boisées, alors que le chamois induit des zones de cimes et d'escarpements. Autant les macro que les micromammifères indiquent un environnement chaud, il n'y a pratiquement pas de représentants de climats froids.
L'ensemble reflète la fin de la période interglaciaire de l'Éémien et l'annonce d'un nouveau cycle glaciaire.

#### Biochronologie
La datation biostratigraphique la plus précise du site se fonde sur l'observation d'une association de rongeurs typique de la première moitié du Pléistocène supérieur, coïncidant ainsi avec la datation par thermoluminescence.

#### Taphonomie
Plus de la moitié des restes de grands mammifères sont fracturés par des carnivores. On trouve quelques os crâniens et de nombreux os courts et phalanges, et les restes de membres postérieurs sont plus nombreux que ceux des membres antérieurs.

## Abrigo de Navalmaíllo

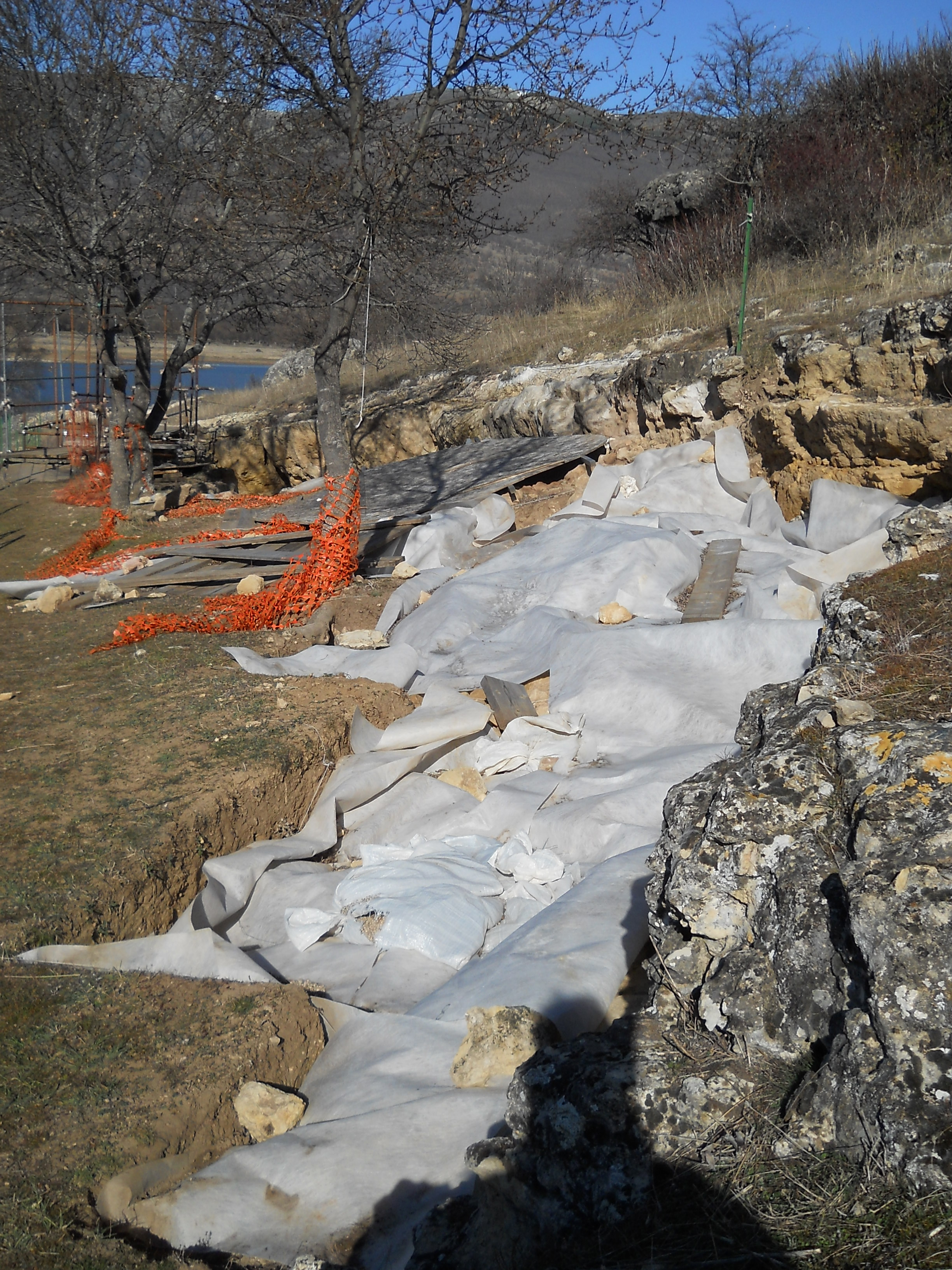
Abrigo de Navalmaíllo en 2012

Découvert en 2002, c'est un abri creusé dans le calcaire du Crétacé par le ruisseau de Valmaíllo, dont le lit coule aujourd'hui huit mètres plus bas. Sa partie postérieure présente au moins trois niveaux d'occupation par les Néandertaliens (D, F et H), dont l'un, âgé de 77 000 ans, d'une surface de plus de 350 m2. On y rencontre d'importantes traces de foyers, mais aussi des restes d'animaux consommés et d'industrie lithique. Le niveau supérieur est daté de 40 000 ans,.

### Paléontologie

#### Systématique
Le nombre des mammifères herbivores est important, alors que celui des carnivores est anecdotique : Dama dama, Cervus elaphus, Bos primigenius, Equus caballus, Stephanorhinus hemitoechus, Vulpes vulpes, Leporidae, Chelonia. Parmi les rongeurs, on peut citer les campagnols Microtus duodecimcostatus, Microtus arvalis et Microtus agrestis. Dans le niveau H, le taxon dominant est le campagnol de Brasov (Pliomys coronensis).

#### Taphonomie
La plupart des os sont très fragmentés, avec des preuves de rupture peu de temps après la mort. Quelques os montrent en plus d'autres empreintes de l'activité humaine : ils sont brulés, présentent des marques de découpe, ou les deux. La plupart des grands mammifères sont représentés par des restes de crânes et de membres, et il est à souligner l'absence de colonnes vertébrales. Par ailleurs, la présence de restes mordus par des carnivores est rare.

### Industrie lithique
L'industrie de tous les niveaux est moustérienne, taillée principalement en quartz.

## Cueva de la Buena Pinta

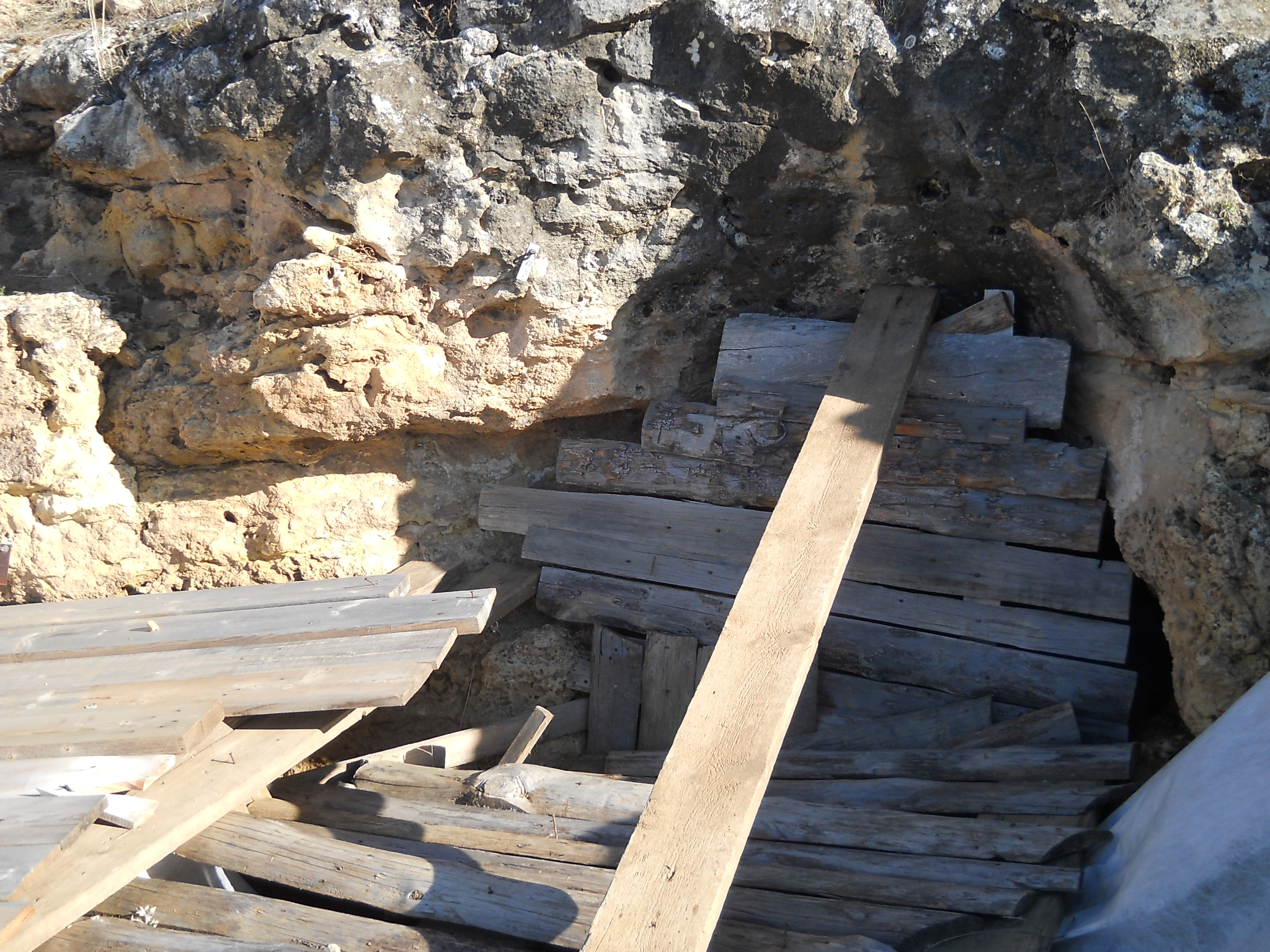
Accès à la Cueva de la Buena Pinta en 2012

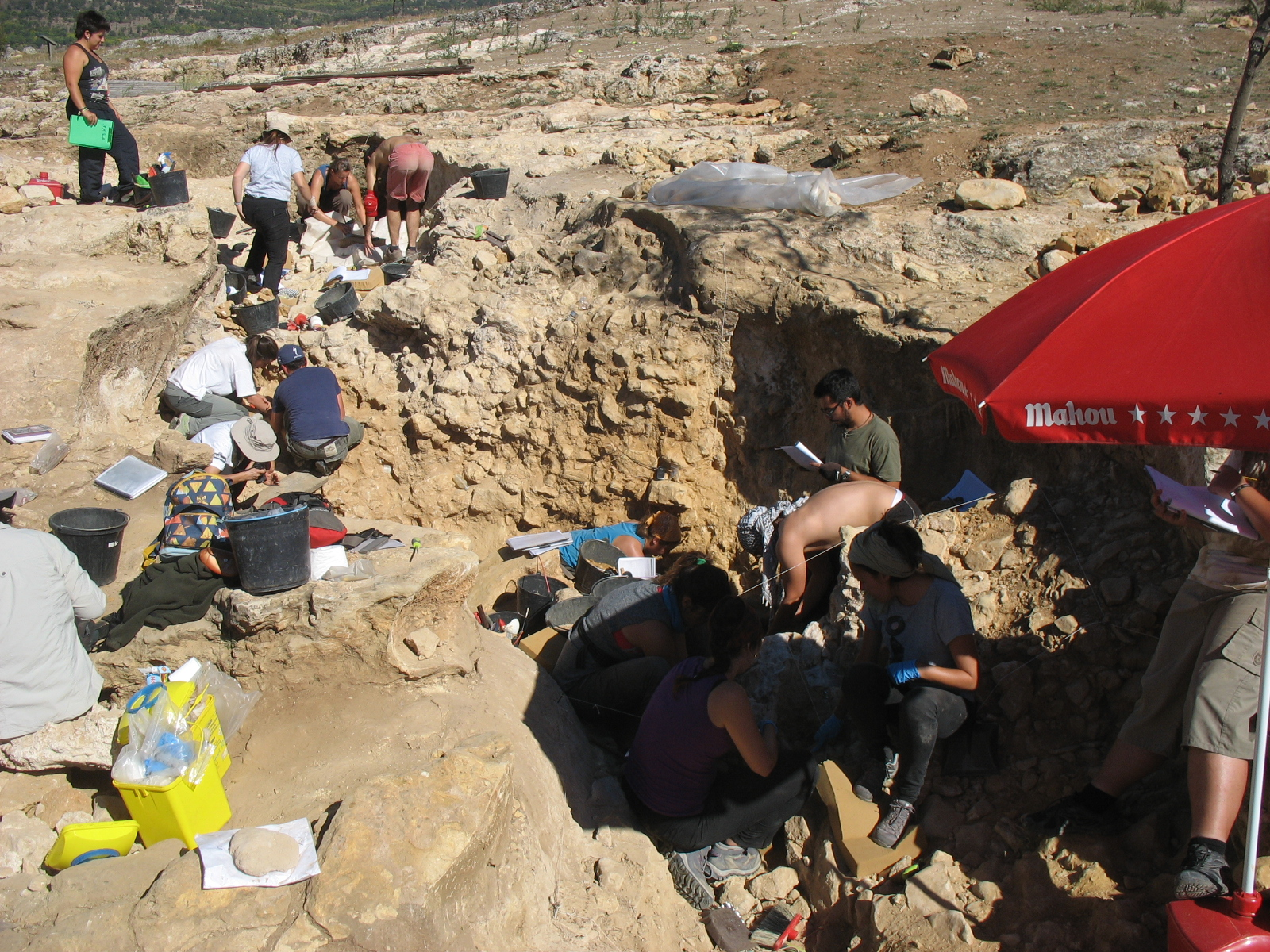
Cueva descubierta, fouilles durant la campagne de 2015

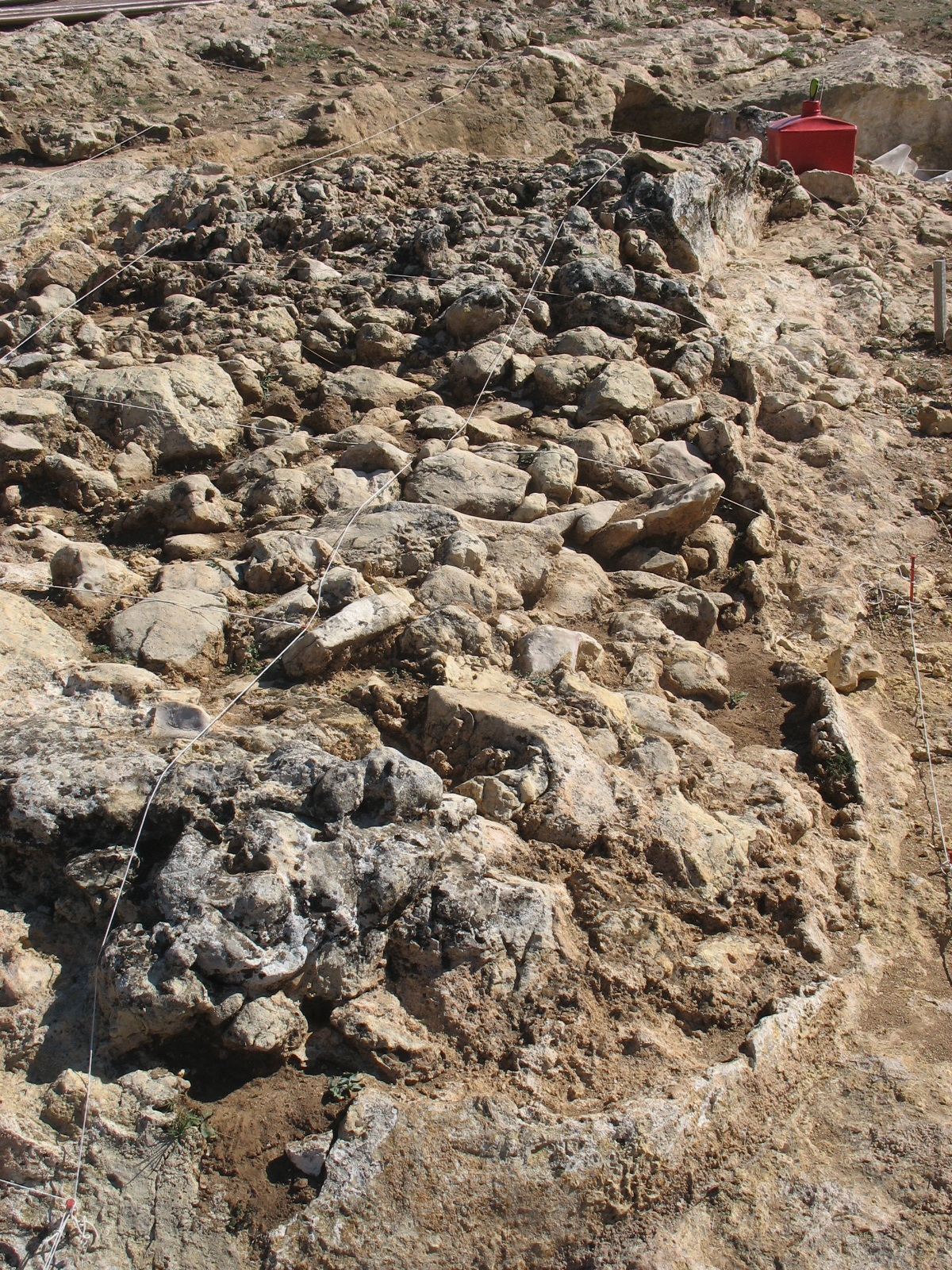
Brèche du dépôt et mur de la Cueva descubierta exposés par l'érosion. Le mur est à droite de l'image et se courbe en se fermant vers la partie inférieure. Le dépôt ressort par érosion différentielle.

La grotte de la bonne mine, découverte en 2003, est très abondante en restes paléontologiques. Les traces d'une tanière de hyènes de 63 000 ans y ont été découvertes, ainsi qu'une sépulture de l'Âge du bronze remontant à 1500 av. J.-C.. La tanière de hyènes a fourni un échantillon de la faune de l'époque, dans un environnement plus froid que ceux enregistrés dans les autres sites, mais aussi deux molaires de Néandertal et quelques rares traces d'industrie lithique. Dans le niveau 3 ont été retrouvés les restes d'un pika ou lièvre siffleur (Ochotona), typique de climats froids et de steppes uniques dans la péninsule ibérique et qui représentent l'enregistrement le plus méridional de ce genre en Europe.

### Géologie
La grotte est de petites dimensions et complètement remplie de sédiments. Sous les premiers dépôts de l'Holocène, six niveaux différents ont été mis en évidence.
Une datation par luminescence stimulée optiquement a été établie pour le niveau 3 à 63 451 ± 5 509 ans.

### Paléontologie
La composition faunistique, encore en étude, semble similaire à celle de la Cueva del Camino. Les herbivores prédominent et notamment parmi les micromammifères les campagnols, Microtus duodecimcostatus et Microtus arvalis étant les plus communs. La principale différence est la présence de Marmota et d'Ochotona, qui indique un climat plus froid que durant la formation du gisement de la Cueva del Camino.
Les marques d'activité de carnivores sur les os, qui concernent plus de la moitié d'entre eux, la présence de hyènes immatures et les abondants coprolithes de la même espèce sont les indices de l'occupation du lieu comme tanière,.

## Abrigo Ocelado
Tanière de hyènes, découverte en 2004.

## Cueva descubierta
La grotte découverte fut trouvée en 2009. Elle est en cours de fouille et le matériel est actuellement étudié.
Pendant la campagne de 2015, un fragment de mandibule avec trois dents d'un enfant néandertalien de deux ans et demi à trois ans a pu être reconstitué. Cet individu a été surnommé la fille de Lozoya, et il pourrait s'agir de la première sépulture infantile documentée en Europe.
Durant cette même campagne dans la Cueva Des-Cubierta, un crâne intact de rhinocéros a été mis au jour. Il pourrait avoir été introduit dans la grotte par les Néandertaliens au cours d'une sorte de rituel.